# 鬼怒川緑地運動公園
鬼怒川緑地運動公園（きぬがわりょくちうんどうこうえん）は、栃木県宇都宮市上桑島町の鬼怒川河川敷に整備された公園である。

## 概要
宇都宮市に属する鬼怒川河川敷のうち、桑島大橋から新鬼怒橋までの4km区間について重点整備区域とし、自然を生かしながら水辺に親しむ場として、また、スポーツ・レクリエーションの場として整備した公園である。
右岸に多目的広場とバーベキュー広場が設置され、左岸はきよはら水辺の楽校として階段護岸などが設置されている。左岸上流側に野球場や多目的運動場を有する石井緑地がある。かつては右岸に海砂を用いた人工ビーチの鬼怒ふれあいビーチもあった。

## 右岸の施設
2000年代の年間利用者数は約3万人である。
- 多目的広場
- バーベキュー広場 - 予約不要の先着制。宿泊キャンプは禁止されている。
- トイレ（トイレットペーパーは常備されていない）

### 鬼怒ふれあいビーチ
鬼怒川をせき止めて、海砂を整備した人工のビーチで、7月下旬から8月下旬の夏休み期間のみ利用可能であった。水深は50cmから70cm程度で、駐車料や入園料、パラソルの貸出は無料であった。水深を浅くしていたのは、大人が水着に着替えずとも利用できるようにという配慮からである。砂浜にはすべり台など5基の遊具があり、ビーチバレーコートもあった。
日本初の人工河川ビーチとして、1993年（平成5年）7月28日に仮開業し、当時のビーチは長さ180 m ×幅120 m であった。海なし県でも海水浴気分を味わえるようにと整備したものであった。1996年（平成8年）に本格開業し、ビーチを長さ300 m に拡張したほか、カヌーやウインドサーフィンができる多目的エリア、コアジサシなどが休むための中島を増設した。整備費用は3.8億円であった。同年は4.9万人が訪れた。
多目的エリアは台風の影響で2001年（平成13年）に廃止され、人工ビーチも2007年（平成19年）に台風で水没し、水遊びできる部分を縮小して再開したが、2009年（平成21年）の台風9号で再び水没したため、同年の営業を8月中旬で打ち切り、そのまま同年度で廃止した。廃止の背景には、改修費用に毎年1000万円かかること、利用できるエリアの縮小による客離れ、北関東自動車道の開通で茨城県の本物の海までのアクセスが容易になったこともある。最後の営業年となった2009年（平成21年）の利用者は約5,700人であった。
人工ビーチは栃木県唯一のビーチバレーコートでもあったため、栃木県からビーチバレーコートが消滅した。その後、第77回国民体育大会（いちご一会とちぎ国体）の会場とするため、2019年（令和元年）7月に足利市の五十部運動公園（足利競馬場跡）にコートが整備され、復活した。
2003年（平成15年）、鬼怒ふれあいビーチはうつのみや百景に選定された。ビーチの廃止後も、うつのみや百景からは除外されておらず、宇都宮市公式サイトでは廃止された旨の注記を付けて、百景の1つとして掲載している。

## きよはら水辺の楽校
- 鬼怒川左岸に位置し、花壇や階段護岸が整備され、釣り体験や憩いの場となっている。

## 石井緑地
都市計画上は、石井緑地と鬼怒川緑地運動公園は別であるが、鬼怒川緑地運動公園の一部として扱われることがある。
野球場4面、ソフトボール場1面、多目的運動広場6面（うち2面が芝生、4面がグレーグラウンド）、管理事務所の設置もある。

## アクセス
- 右岸地区
- 公共交通
  - 宇都宮駅西口から関東自動車

東汗行で「下桑島バス停」下車徒歩約40分
  - 宇都宮駅西口から関東自動車又はジェイアールバス関東

清原台、真岡・益子方面で「石井局前」下車徒歩約50分
- 車

宇都宮市内より国道123号線を水戸方面へ新鬼怒橋西交差点で右折し辰街道を南下約2.5m
- 石井緑地
  - 宇都宮駅西口から関東自動車又はジェイアールバス関東

清原台、真岡・益子方面で「鬼怒橋東」下車徒歩約10分